# Harris Johns
Harris Johns est un musicien, ingénieur du son et producteur de musique allemand.

## Biographie
Il commence à travailler avec des groupes de heavy metal allemands, comme Helloween et Grave Digger, et étrangers, comme Voivod et Coroner, dans les années 80. Son nom est indissociable de la scène Thrash allemande et plus particulièrement des groupes Tankard et Sodom. Johns a en effet travaillé sur la plupart des enregistrements de Sodom depuis l'EP Expurse of Sodomy jusqu'au double-live One Night in Bangkok. Il s'agit donc d'une des plus longues collaborations de Tom Angelripper après celle avec le guitariste Bernd « Bernemann » Kost, présent dans Sodom depuis 1996. Il a travaillé sur une période un peu plus courte avec Tankard, soit quatorze ans, mais sans interruption.
Harris Johns est aussi guitariste. Il lui est arrivé à quelques occasions de jouer un solo de guitare sur un album qu'il produisait. Il a aussi eu son propre groupe de Metal nommé Charn.

## Discographie sommaire

### Sodom
- Agent Orange
- Better off Dead
- Code Red
- M-16
- One Night in Bangkok
- Persecution Mania
- Tapping the Vein
- 'Til Death Do Us Unite

### Tankard
- Chemical Invasion
- Disco Destroyer
- Kings of Beer
- Stone Cold Sober
- The Meaning of Life
- The Morning After
- The Tankard
- Two-Faced
- Zombie Attack

### Kreator
- Pleasure to Kill

### Voivod
- Dimension Hatröss
- Killing Technology

### Helloween
- Helloween
- Walls of Jericho

### Grave Digger
- Heavy Metal Breakdown

### Exumer
- Possessed by Fire

### Enthroned
- Carnage in Worlds Beyond
- XES Haereticum

### Saint Vitus
- Die Healing